# Titularbistum Octava
Octava (ital.: Ottava) ist ein Titularbistum der römisch-katholischen Kirche.
Die in Nordafrika gelegene Stadt war ein alter römischer Bischofssitz, der im 7. Jahrhundert mit der islamischen Expansion unterging. Er lag in der römischen Provinz Numidien.
| Titularbischöfe von Octava |                                                         |                                              |                    |               |
| Nr.                        | Name                                                    | Amt                                          | von                | bis           |
| 1                          | Emile Maurice Guerry                                    | Koadjutorerzbischof von Cambrai (Frankreich) | 15. Februar 1966   | 11. März 1969 |
| 2                          | Ignazio Cannavò                                         | Weihbischof in Acireale (Italien)            | 31. Oktober 1970   | 3. Juni 1977  |
| 3                          | Blasco Francisco Collaço Titularerzbischof pro hac vice | Apostolischer Nuntius                        | 23. September 1977 |               |